# Dobrava, Trebnje
Dobrava je naselje v občini Trebnje.
Dobrava je gručasta vas ob cesti Dobrnič–Žužemberk, na severozahodu jo omejuje strmi vinorodni Lisec, na severu rodovitna kraška globel, na jugu in vzhodu pa vrtačast in kamnit za obdelavo neugoden svet. Na severu vasi so kmetijske površine Velike njive, Gošča, Breg in Podol, glavna pridelka pa sta krompir in pšenica. V bližini vasi je jama Čepnica in več kraških brezen. Med NOB so Italijani požgali precej hiš, v kraju pa je bila tudi partizanska šola. 
Sredi vasi stoji Marijina cerkev, zgrajena najkasneje v 14. stoletju, a se prvič omenja šele leta 1526. Prvotno je bila ravnostropna in v 17. stoletju preobokana, na severni zunanji steni pa se pod ometom kažejo fragmenti slike križanja iz 14. stoletja. V bližini je bilo odkrito veliko halštatsko grobišče z okoli 50 gomilami, večina jih je bila odpeljana v ljubljanski in dunajski muzej.  
Po nasleju se imenuje virus Dobrava, ki povzroča hemoragično mrzlico z renalnim sindromom (mišjo mrzlico).